# Mesquita de Bibi Khanum

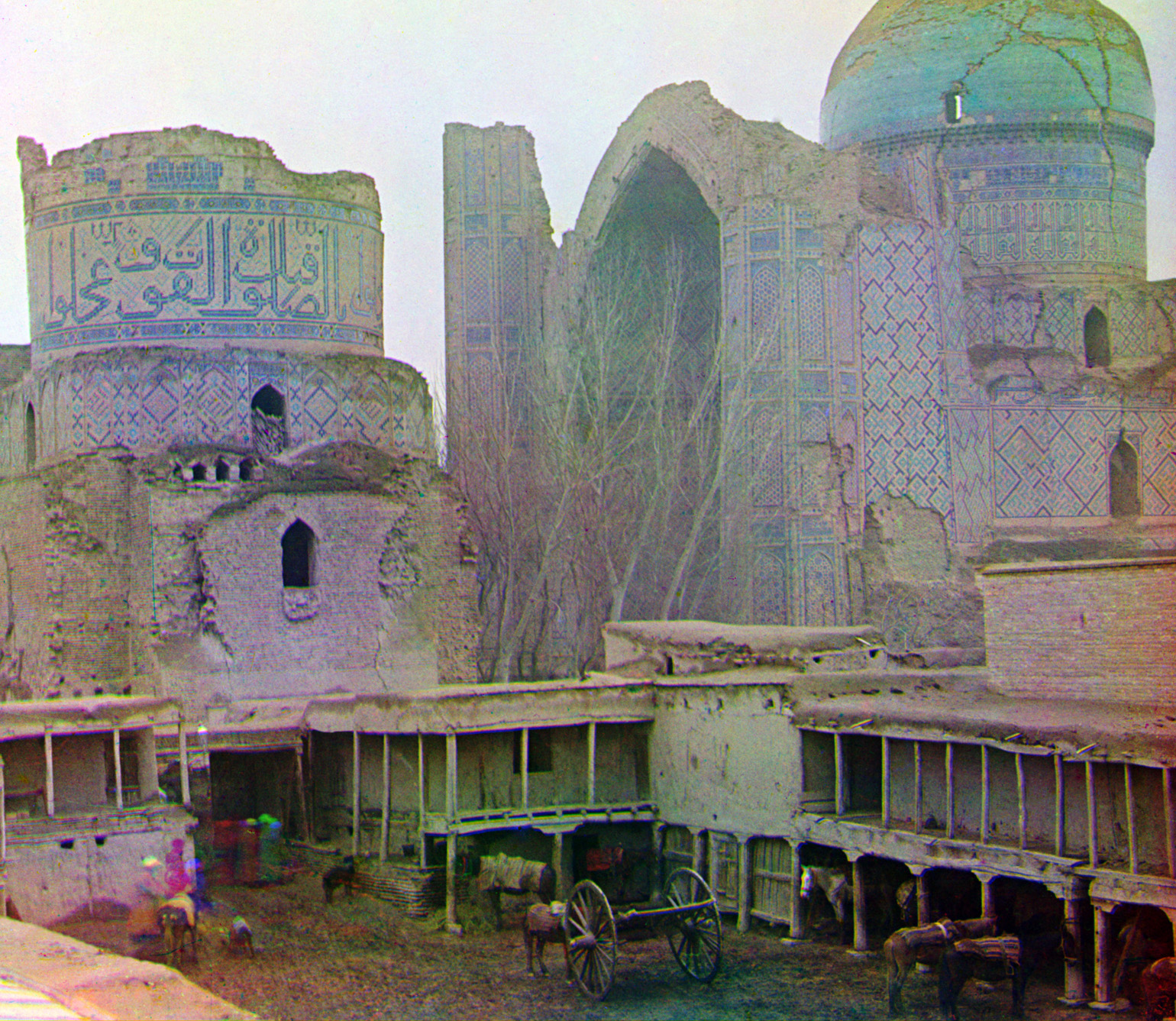
Una fotografia presa en algun moment entre 1905 i 1915 pel pioner de la fotografia en color Serguei Mikhailovich Prokudin-Gorski: mostra la mesquita després del seu col·lapse en el terratrèmol del 1897

La Mesquita de Bibi Khanum (en uzbek: Bibi-Xonim masjidi; també transcrita de diverses formes, com ara Khanom, Hanum, Hanim) és un dels monuments més importants de la ciutat de Samarcanda. Deu el nom a una de les dones de Tamerlà. La construcció en tingué lloc a partir del 1399 i s'acabà cinc anys després, el 1404. Les cròniques de l'època informen que es van necessitar cinc-cents treballadors, dos-cents arquitectes, artesans i paletes, així com noranta-cinc elefants indis per a completar l'obra. L'enorme mesquita, amb tres sales voltades, galeries cobertes i un pati obert, estava destinada a reunir tota la població masculina de la ciutat de Samarcanda per a les oracions conjuntes dels divendres.En el segle xv, era una de les majors i millors mesquites del món islàmic. (De fet, és considerada encara com un dels monuments emblemàtics d'Àsia central.) La façana té un iwan monumental que arriba a 35 m, totalment decorat amb taulells de ceràmica de motius geomètrics, i versos alcorànics. Estava rematada per dos minarets, ara descoronats, que tenien quasi 50 m d'altura. La mesquita està coronada per una cúpula recoberta de ceràmica turquí.  L'historiador de la cort, Sherefeddin Ali Yazdi, la descrigué —sempre ha estat lloada per escriptors, poetes i artistes— així:
| «                                                                         | La seua cúpula seria única si el cel no en fos la rèplica, així en seria l'arc si la Via Làctia no en fos un reflex fidel | » |
| — En Samarcande, Boukhara, Chakhrisiabz, Khiva, obra de Youri Goldenstein | |   |

La mesquita, però, començà a deteriorar-se molt aviat, tant per les dificultats per a dominar les tècniques arquitectòniques llavors avantguardistes de les cúpules com pels terratrèmols, freqüents a l'àrea. Així, el terratrèmol del 1897 la danyà per sempre més. A mitjan segle xx, només en sobrevivia una grandiosa ruïna, però la major part de la mesquita fou restaurada durant el període soviètic, i la va reerigir parcialment el govern uzbek el 1974. Des de llavors s'hi han dut a terme campanyes de restauració per a conservar millor el santuari.

## Història

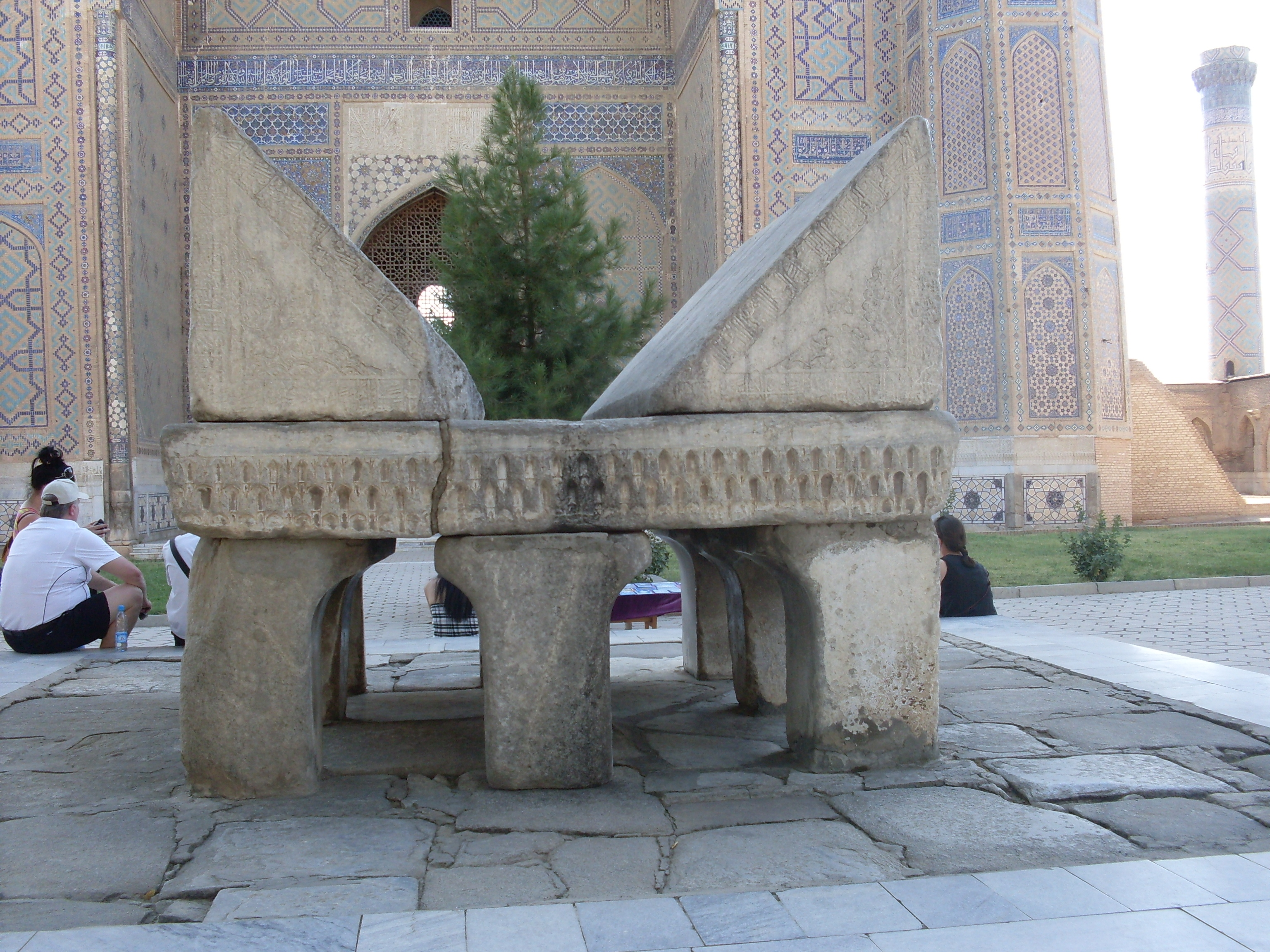
Suport de pedra de l'Alcorà

Després de la campanya índia el 1399, Tamerlà va decidir emprendre la construcció d'una gegantesca mesquita en la seua nova capital, Samarcanda (Diu la llegenda que la mesquita s'hauria construït per ordre d'una de les dones de Tamerlà, Bibi Khanum (o Bibi Khanym), per a sorprendre el marit a la tornada de la campanya militar, tot i que sembla molt més probable que aquest imposant edifici l'encarregàs el mateix Tamerlà. En tornar d'una expedició al nord de l'Índia, a aquest li hagués agradat dotar la capital amb una mesquita capaç de rivalitzar amb els edificis més bells de la zona.) Quan Tamerlà tornà de la campanya militar el 1404, la mesquita estava gairebé acabada. Tamerlà, però, no estava content amb el progrés de la construcció i immediatament en feu canvis, especialment en la cúpula principal.
Des de l'inici de la construcció, es trobaren problemes d'integritat estructural a l'edifici. Es feren reconstruccions i reforços per a salvar la mesquita. Després d'uns anys, les primeres rajoles ja havien començat a caure de l'enorme cúpula sobre el mihrab. L'escala de l'edifici que Tamerlà desitjava portà les tècniques de construcció de l'època al límit, i la naturalesa precipitada de la construcció no ajudà pas a la integritat de l'edifici.
A finals del segle xvi, Abdullah Khan II (1533/4-1598), el darrer khan de la dinastia dels Xibànides de Bukharà, va cancel·lar tots els treballs de restauració en la Mesquita Bibi Khanum. Després, la mesquita es va deteriorar a poc a poc i es va convertir en ruïnes. L'arc interior de la construcció del portal finalment es va esfondrar en un terratrèmol del 1897. Durant segles, les ruïnes foren saquejades pels habitants de Samarcanda a la recerca de material de construcció.
En l'època soviètica se'n feu una primera recerca bàsica per a assegurar les ruïnes. A la fi del segle xx, el govern uzbek començà la restauració dels tres edificis amb cúpula i el portal principal. El 1974, el govern de la República Socialista Soviètica d'Uzbekistan va iniciar la complexa reconstrucció de la mesquita. La decoració de les cúpules i façanes fou àmpliament restaurada i complementada. S'hi va agregar en l'iwan una banda d'inscripcions que revelen el Surat al-Baqarah de l'Alcorà. Des del 2016, el treball de restauració de la mesquita estava en curs.

## Arquitectura
Segons els manuscrits, la mesquita la va erigir Tamerlà el 1399-1405. Té els trets típics de moltes construccions medievals musulmanes, sobretot les composicions de aivanyard. Segueix l'esquema bàsic de mesquita amb pati. Els murs exteriors tanquen una àrea rectangular de 167 m de llargada i 109 m d'amplada i s'estén de nord-est a sud-oest, seguint-ne l'alquibla. La grandària del lloc vacant de galeries cobertes, però, era de només 78 m per 64 m.

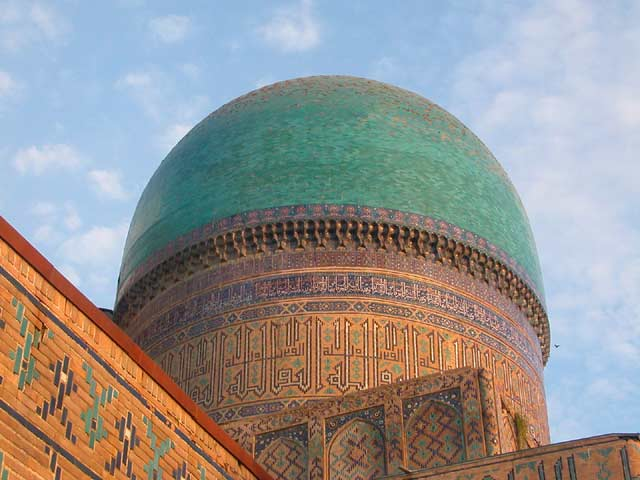
La cúpula de la sala principal té 40 m d'altura

Si s'entra a la mesquita des del nord-est pel vast portal de la desfilada (35 m d'altura) s'arriba al pati. Una cúpula monumental sobre una base quadrada, d'uns 40 m d'alçada, s'eleva al costat oposat del pati. Aquesta cúpula no es pot veure des del pati, ja que tot l'edifici està tapat des de l'interior pel grandiós <i>pishtaq</i>, que emmarcava un monumental iwan profundament incrustat. L'iwan no permet entrar en la construcció subjacent que suporta la cúpula: això només es pot fer des dels costats. Altres dues cúpules unides als iwans, de grandària més modesta, miren cap al centre dels costats llargs del pati. Així, la Mesquita de Bibi Khanum pertany al tipus arquitectònic clàssic de l'"esquema dels quatre iwans".
Antigament, dins del pati hi havia galeries obertes de 7,2 m d'altura. La coberta es va formar a partir de la juxtaposició de moltes petites voltes de rajola plana i cúpules sostingudes per un bosc de més de 400 columnes i contraforts de marbre. Hui, sols se'n veuen indicis de les galeries.
Se n'han restaurat els quatre minarets disposats als cantons exteriors. Altres quatre minarets, més majestuosos, que flanquejaven l'arc del portal de l'entrada i el pixtaq de l'edifici voltat principal encara no han estat acabats.
Al bell mig del pati hi ha un pedestal de pedra, un enorme suport de l'Alcorà, elaborat amb blocs de marbre ornamentats.
En la construcció de tres cúpules de la Mesquita de Bibi Khanum, sofisticada en l'època de Tamerlà, s'aplicà una innovació important: una construcció de dues fulles, en què la sala de la cúpula interna ni per la forma ni per l'alçada es corresponen amb la forma de la cúpula des de l'exterior. Hi ha un espai buit entre el sostre interior de la sala i la cúpula exterior. Aquesta forma de construcció va permetre que la sala principal de la mesquita es comprometés amb les proporcions i l'estètica de l'interior de 30 m d'altura sobre el mihrab. Mentrestant, la cúpula exterior de 40 m d'altura de l'edifici principal es podia dissenyar per a aconseguir la màxima impressió i visibilitat. Aquest esquema s'aplicà també a les estructures de les cúpules laterals que van permetre fer dels modests edificis torres de figuració amb elegants cúpules exteriors en forma de meló i nervades longitudinalment.
Els interiors de la mesquita contenen daurats, imitant els brocats brodats autòctons. La Mesquita de Bibi-Khanym va ser un dels projectes arquitectònics més ambiciosos del període timúrida i va influir en l'arquitectura d'Àsia Central, així com a Iran i Afganistan.

## Galeria d'imatges

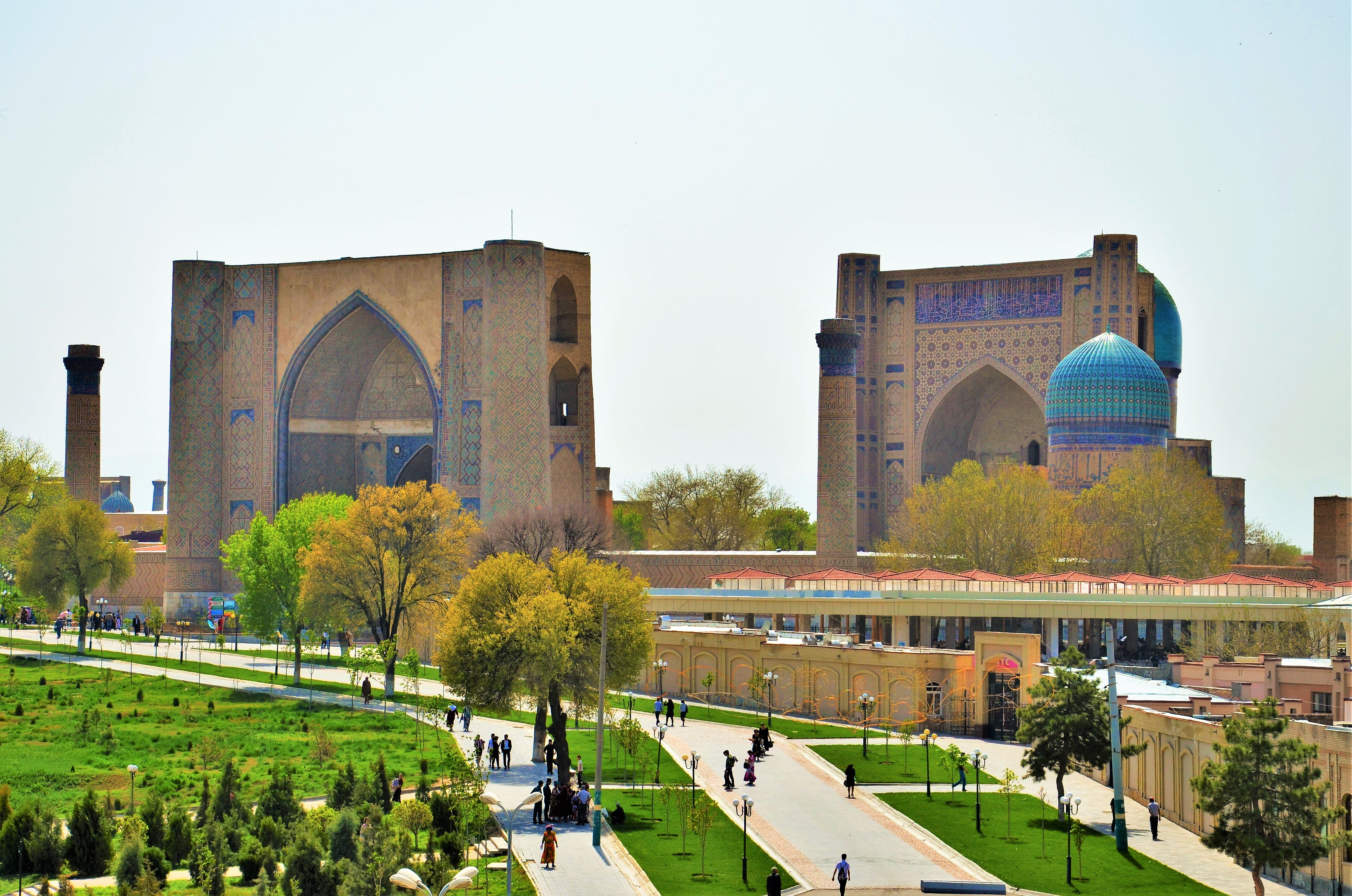
Vista del conjunt
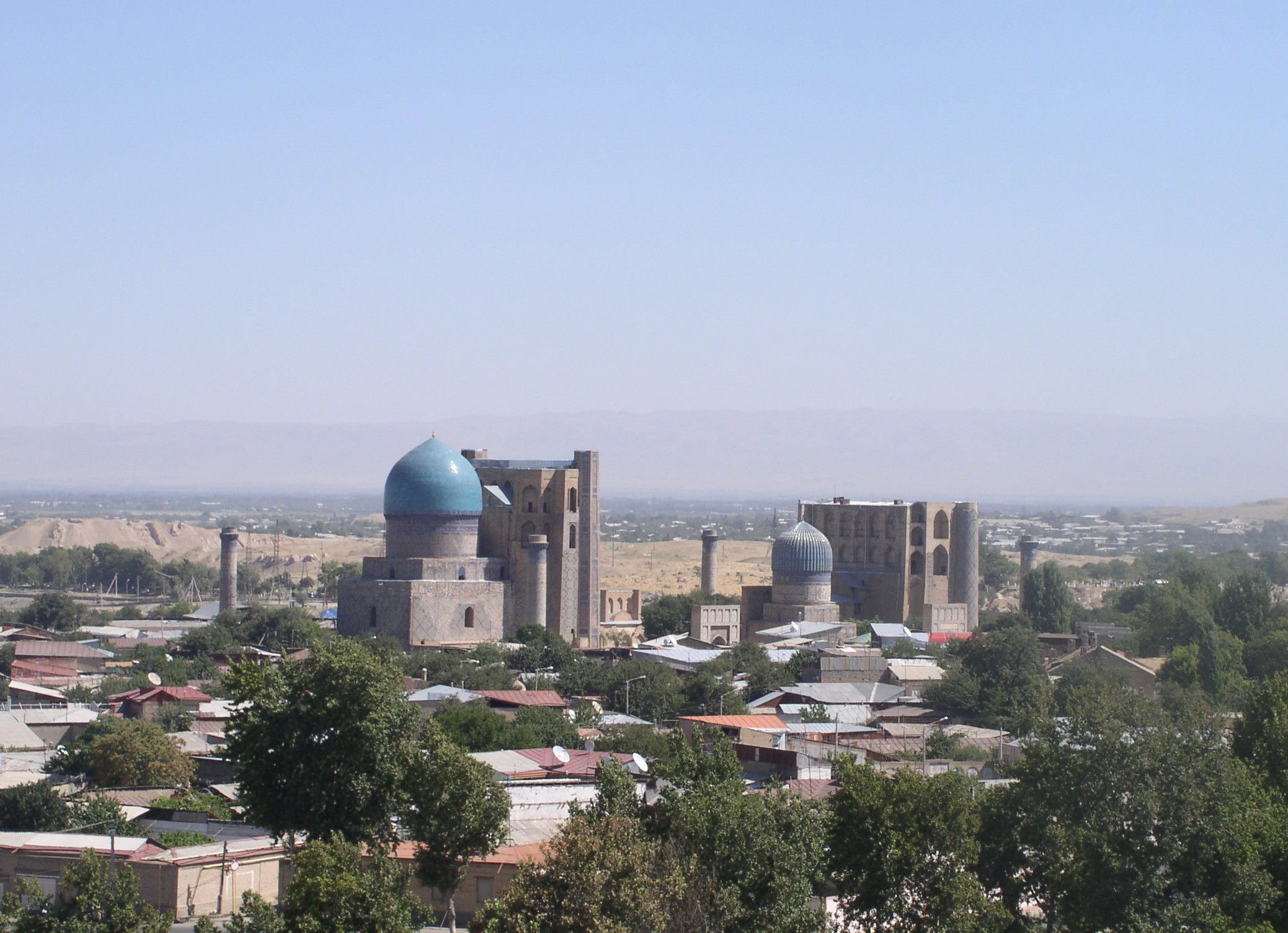
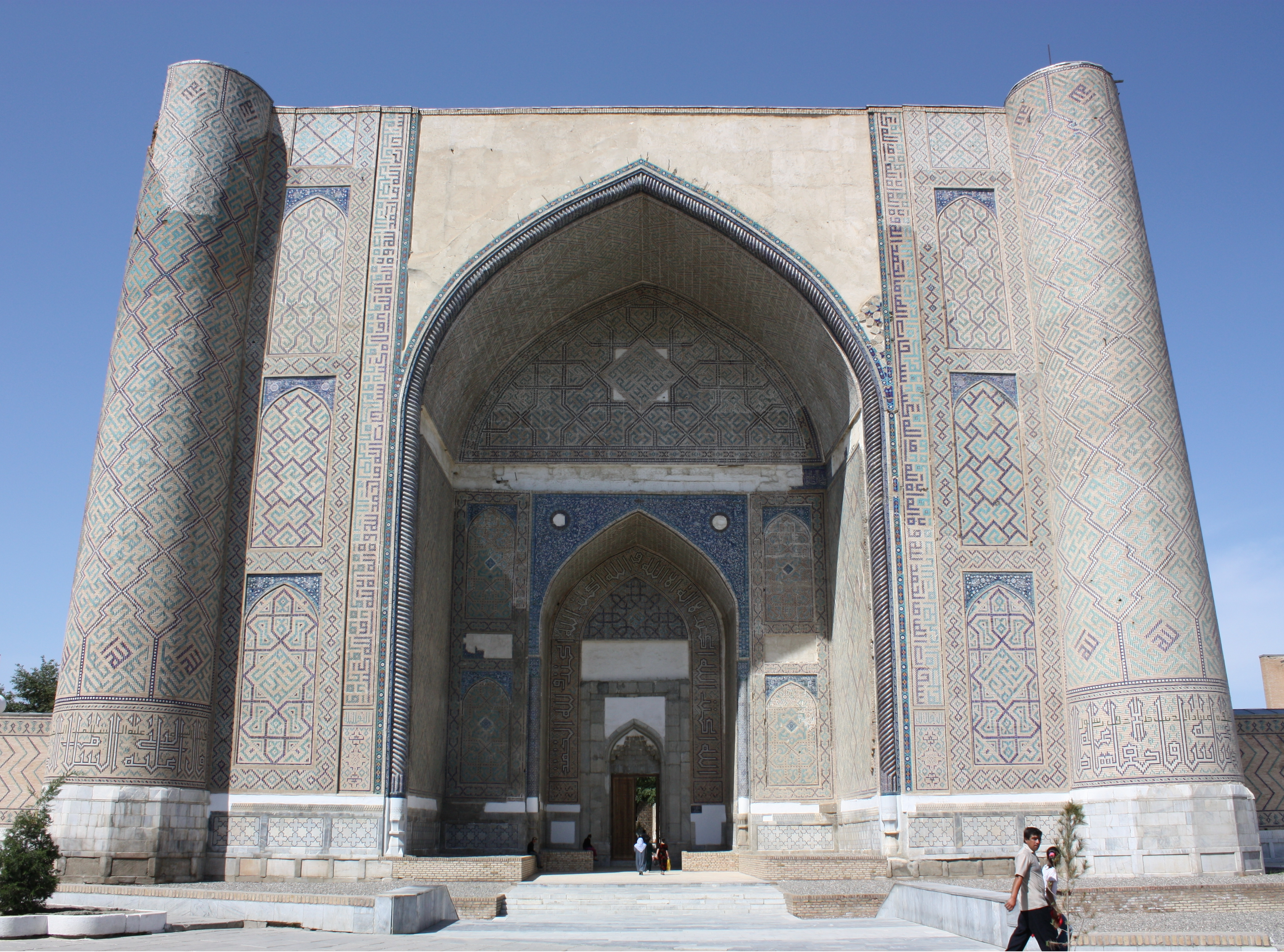
Pixtaq d'entrada
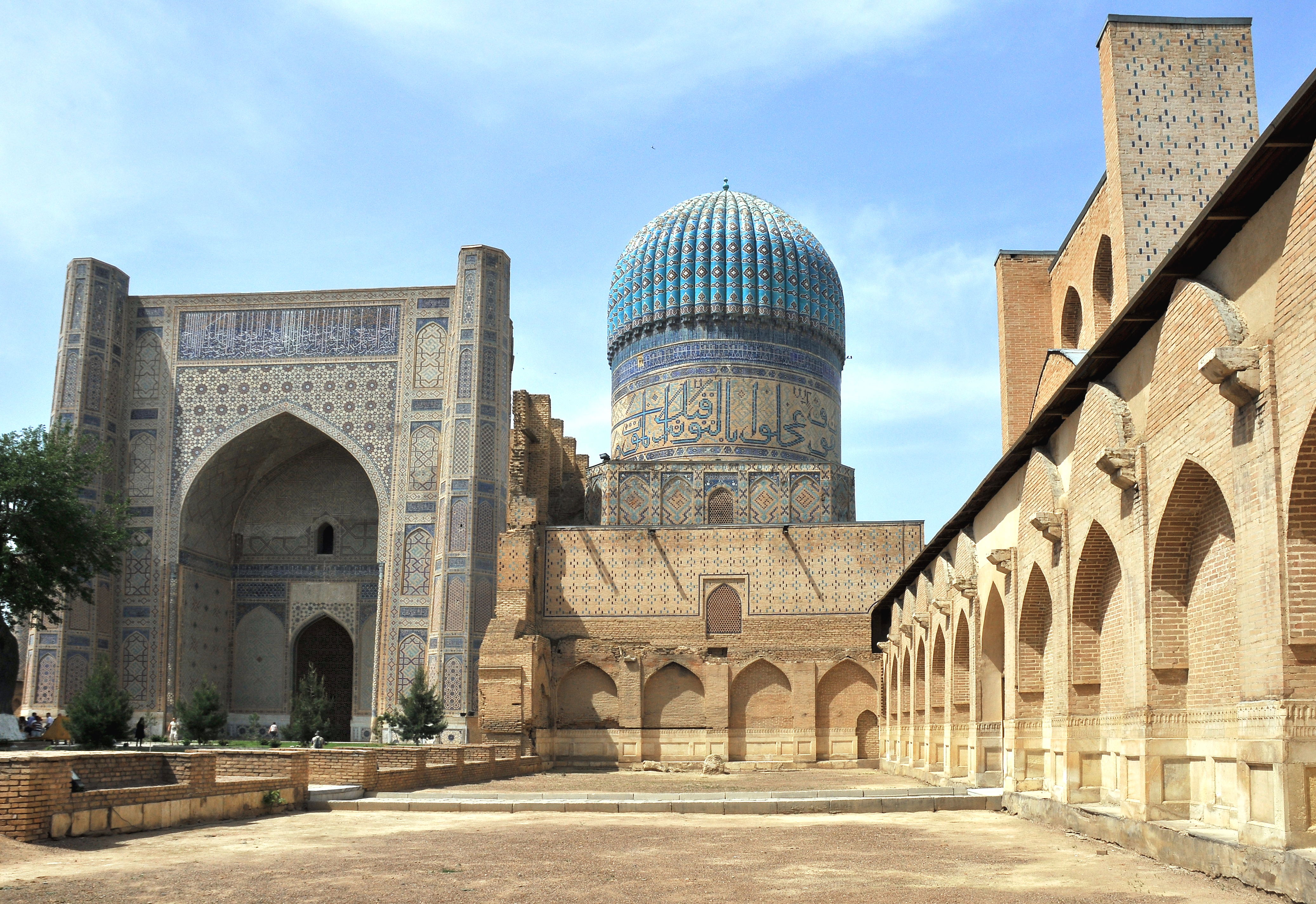
Altre iwan
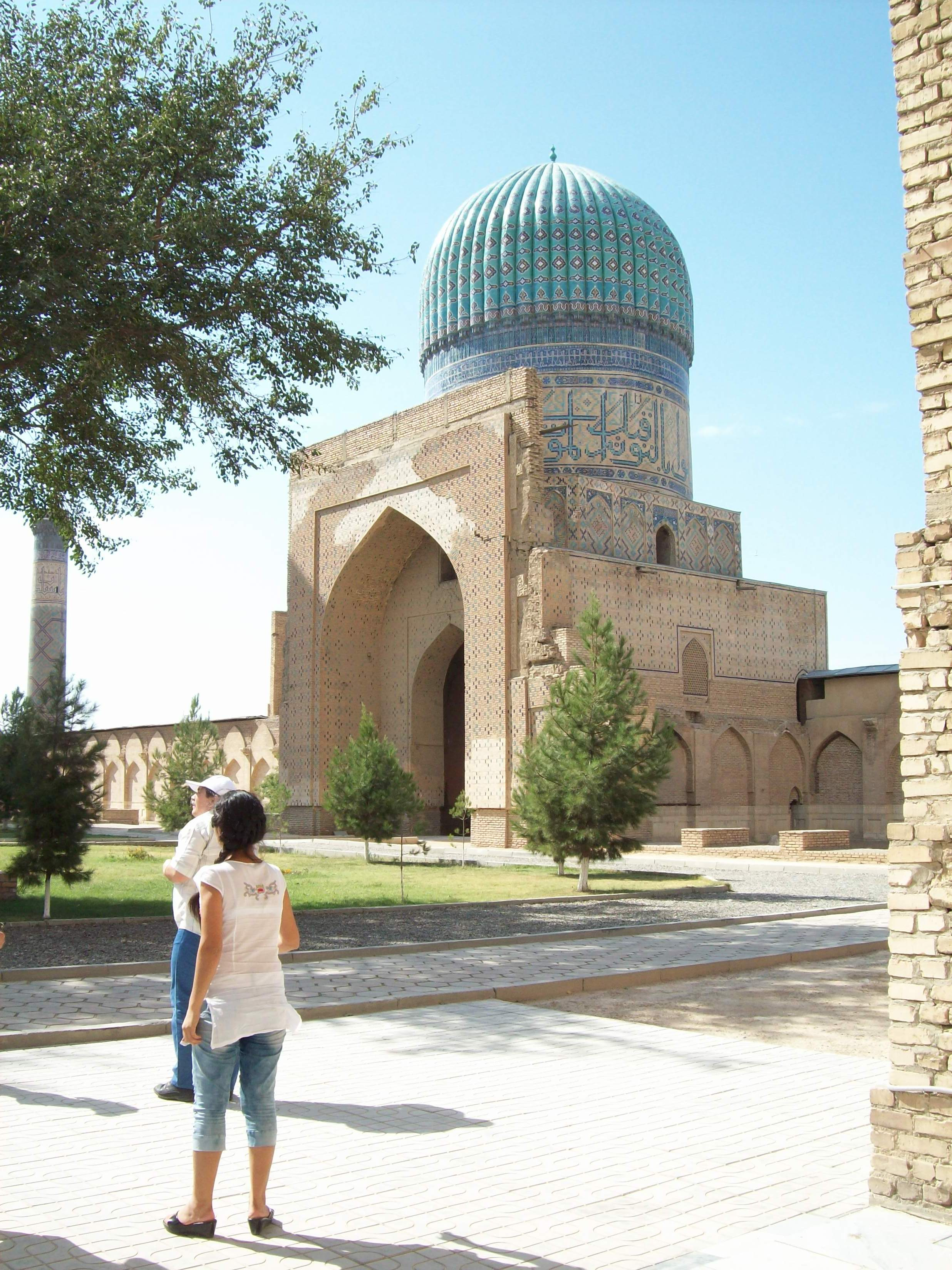
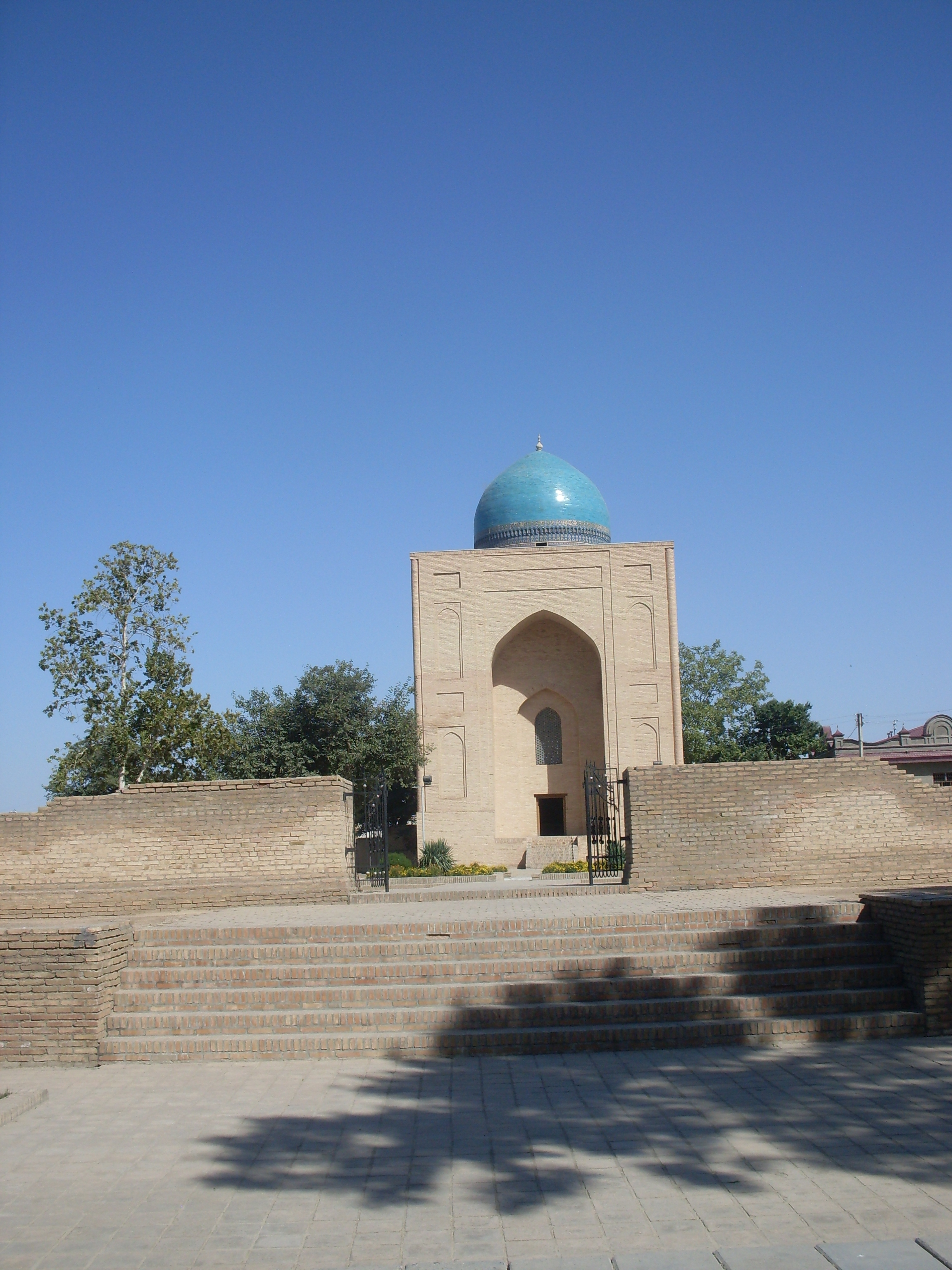
El Mausoleu de Bibi-Khanym
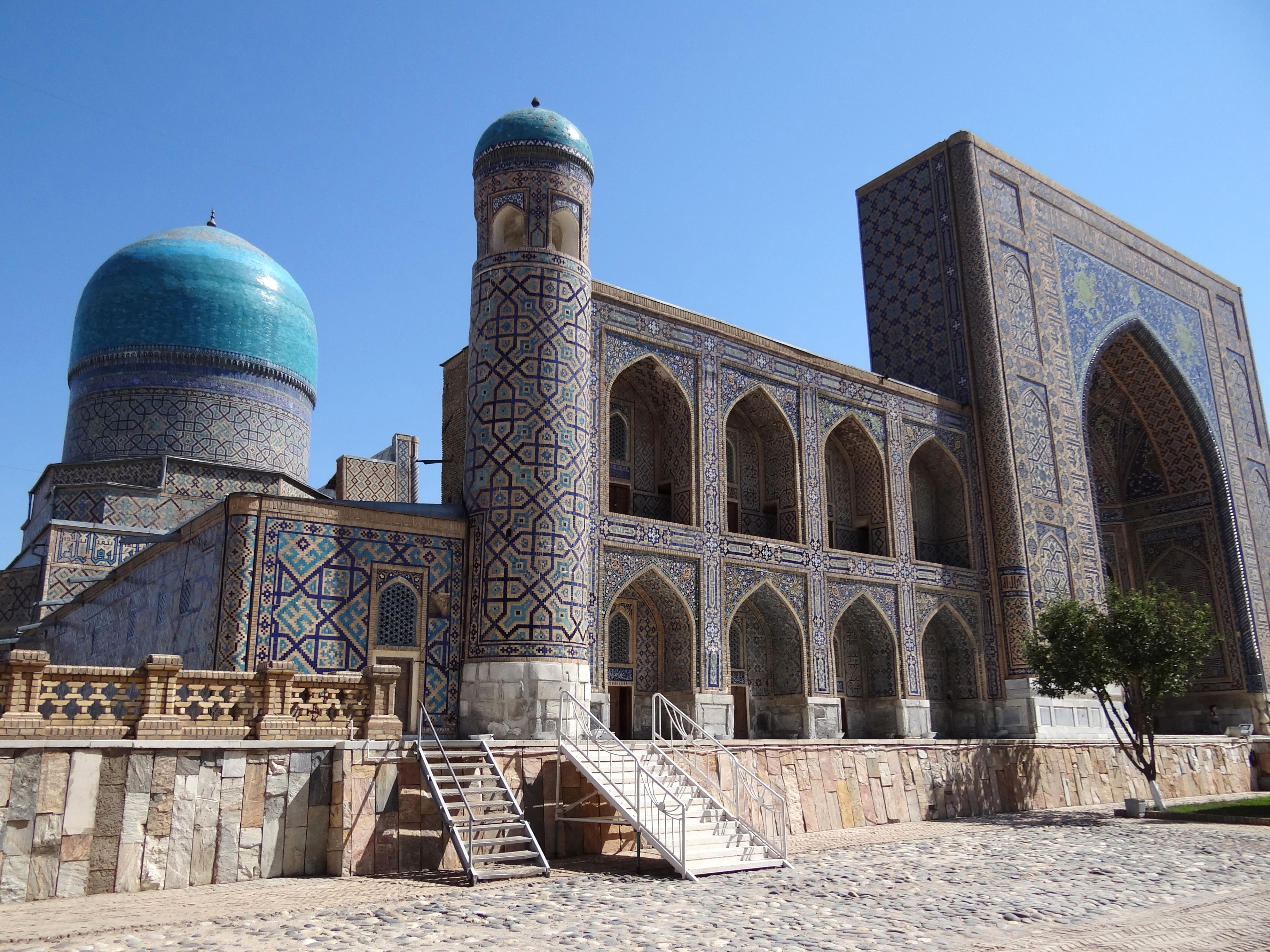
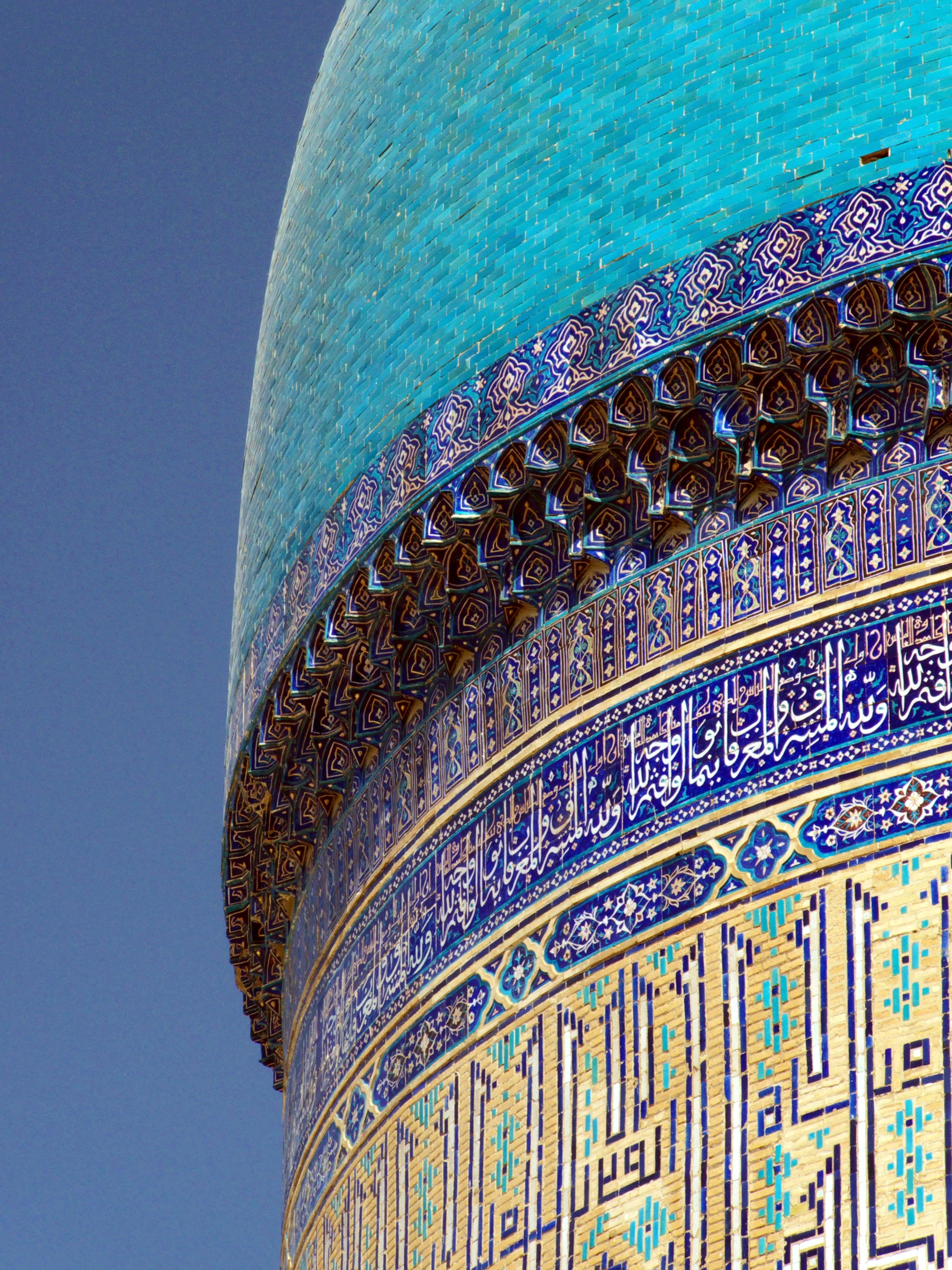
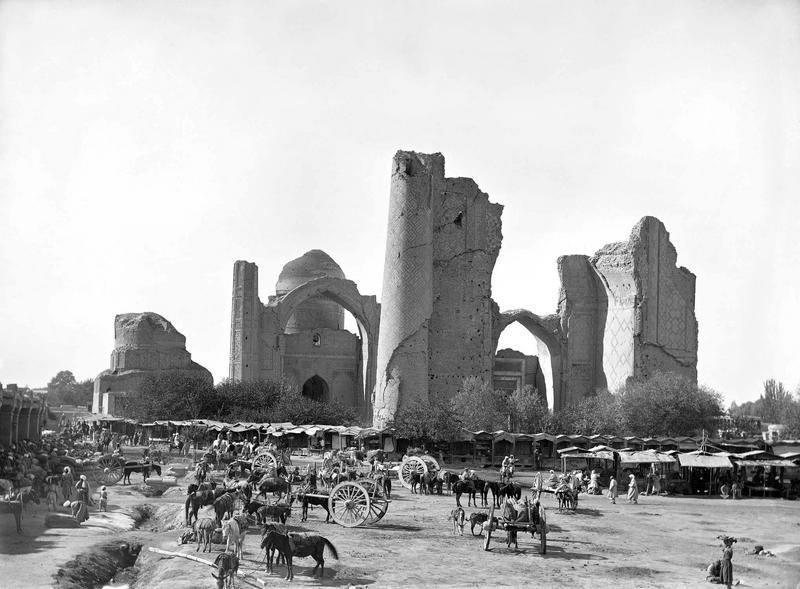
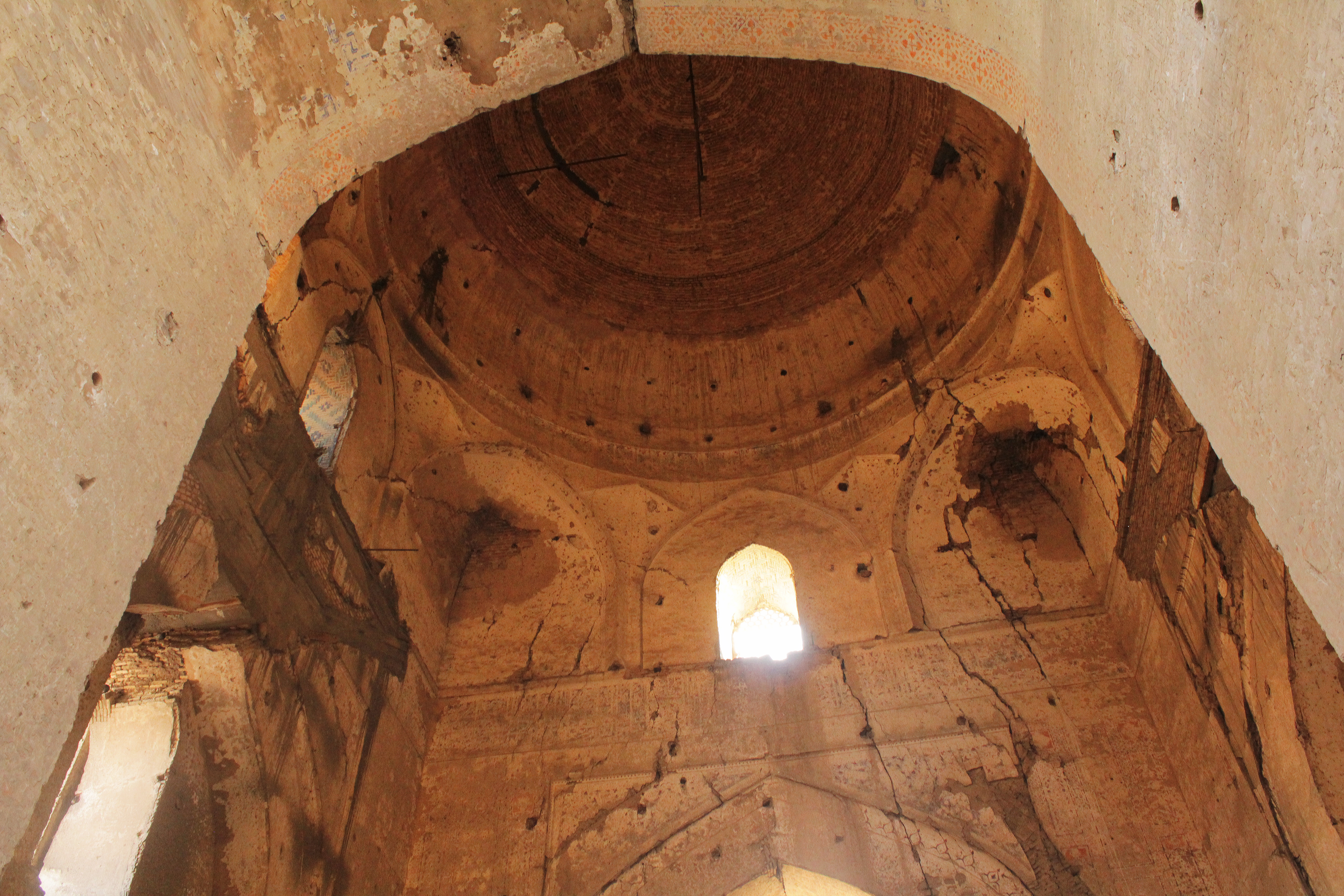
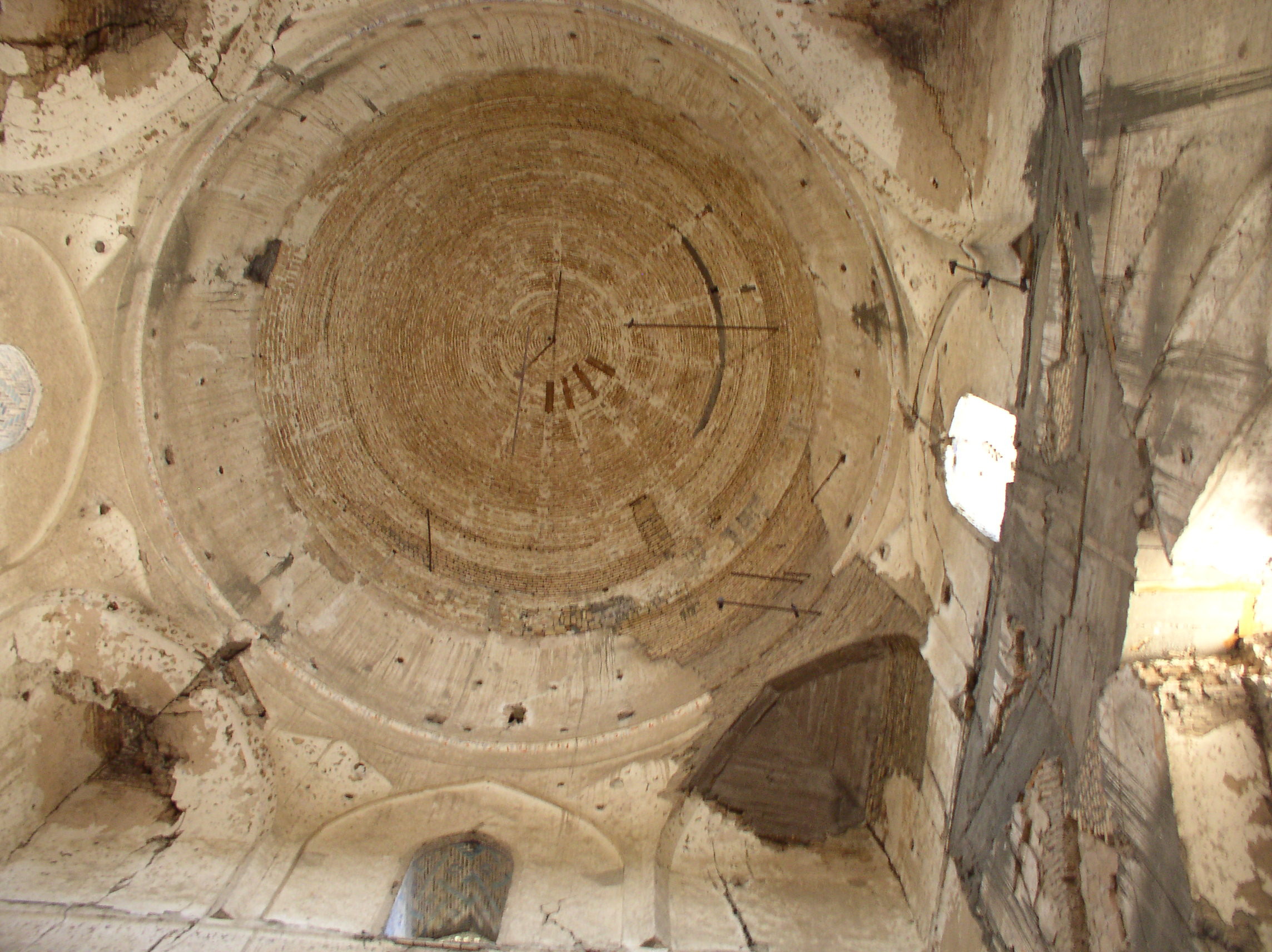
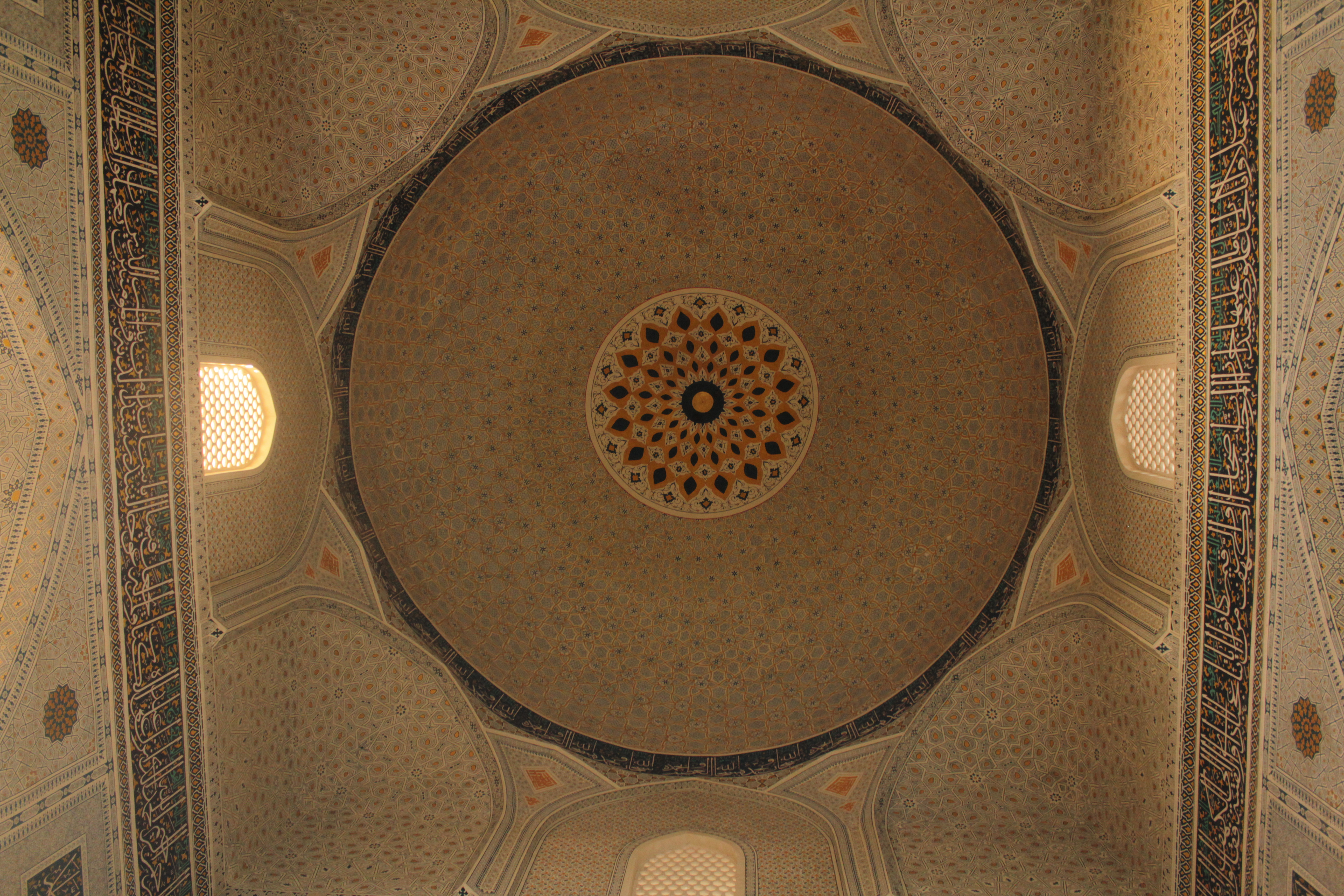